# Con Les Luthiers y Sinfónica
“Con Les Luthiers y Sinfónica” es un espectáculo teatral de humor musical. Especial sinfónico de obras del conjunto de instrumentos informales Les Luthiers en compañía con la Orquesta Filarmonía.
Esta fue la versión representada en España del espectáculo “El Grosso Concerto”. Se estrenó el 26 de agosto de 2004 en el Teatro Coliseum (de La Coruña), y se representó por última vez el 7 de septiembre de 2004 en el Pabellón Príncipe Felipe (de Zaragoza).

## Programa

### Orquesta Filarmonía
- Can Can (del ballet El lago encantado, de Mastropiero)
- Coro Benveniso a Gulevandia (de la ópera Cardoso en Gulevandia de Mastropiero)

### Les Luthiers y Orquesta Filarmonía
- La hija de Escipión (fragmento de ópera)
- Manuel Darío (canciones descartables)
- Concerto grosso alla rústica (concerto grosso)
- Concierto de Mpkstroff (concierto para piano y orquesta)
- Serenata Mariachi (serenata mariachi)
- La hora de la nostalgia (diez minutos de recuerdos)
- Las majas del bergantín (zarzuela náutica)
- La bella y graciosa moza marchóse a lavar la ropa (madrigal) (Fuera de Programa)

### Les Luthiers
- Los jóvenes de hoy en día (R.I.P. al rap)
- A la playa con Mariana (balada no avalada)

- Datos: Q5780655